# Chengdu J-10
De Chengdu J-10 (Chinees: 歼十, Jiān Shí) is een eenmotorig multiroljachtvliegtuig dat wordt geproduceerd door de Chengdu Aircraft Industry Corporation (CAC) voor de Chinese luchtmacht. Binnen de NAVO wordt het met de naam Vigorous Dragon aangeduid.

## Geschiedenis
Het ontwikkelingsprogramma van de Chengdu J-10 begon in de jaren 1980 om een jachtvliegtuig van Chinese makelij tegenover nieuwe jachtvliegtuigen van andere landen te kunnen plaatsen.
Het programma werd oorspronkelijk gesteund door de Chinese leider Deng Xiaoping, die toestemming gaf van een half miljard renminbi te investeren in de ontwikkeling van een vliegtuig van Chinese makelij. Het programma begon pas enkele jaren later, in 1988, toen de Chinese regering begon met Projekt #10 ter ontwikkeling van een jachtvliegtuig om weerstand te kunnen bieden aan nieuwe gevechtsvliegtuigen van de vierde generatie, die toen door de Sovjet-Unie werden geïntroduceerd.
Het Chengdu Aircraft Design Institute (ook bekend als het 611e Instituut) kreeg de opdracht tot de ontwikkeling met Song Wencong als hoofdontwerper. Het oorspronkelijke ontwerp van een jachtvliegtuig voor luchtoverwicht is later gewijzigd in een multirolgevechtsvliegtuig dat zowel voor luchtgevechten als aanvallen van gronddoelen kan worden ingezet.
Hoewel het bestaan van de J-10 al lang in zowel China als daarbuiten bekend was, heeft de Chinese regering het bestaan van het vliegtuig niet toegegeven tot januari 2007, toen de eerste foto's van de J-10 door het persbureau Xinhua gepubliceerd mochten worden. Er was veel speculatie over de details van de J-10 vanwege de strikte geheimhouding van het ontwerp, maar berichten over een ongeluk tijdens de vliegtests heeft de regering openlijk ontkend. Bij de officiële bekendmaking op 1 januari 2007 vermeldden zowel het persbureau Xinhua als het People's Liberation Army Daily als een van de hoogtepunten dat er sinds het begin van het project geen ongelukken waren gebeurd. Later werd er echter bekend dat een J-10 prototype eind 1997 was verongelukt.
Tijdens het Indiaas-Pakistaans conflict van 2025, schoot op 7 mei 2025 een Chengdu J-10 van de Pakistaanse luchtmacht met een PL-15 lucht-luchtraket een Dassault Rafale van de Indiase luchtmacht neer boven het betwiste grensgebied Kasjmir.

## Ontwerp

### Deltavleugel
Rond 1980 waren er meer vliegtuigontwerpen met deltavleugels en canardvleugels.

### Avionica
De cockpit heeft drie multifunctionele LCD schermen en een head-up display verenigbaar met een helmet mounted sight.
De radar is een actief elektronisch gescande array (AESA).

### Voortstuwing
Een enkele turbofan van het type WS-10B stuwt de Chengdu J-10 voort.

### Bewapening
De Chengdu J-10 is onder meer bewapend met PL-15 lucht-luchtraketten en Grjazev-Sjipoenov GSj-23 boordgeschut.

## Varianten
- J-10A: Eenzitsmultirolvariant. De aanduiding voor export vanuit China is F-10A.
- J-10AH: Variant voor de marine.
- J-10AY: Variant voor kunstvliegen.
- J-10S: Tweezitsvariant van de J-10A die gebruikt wordt als lesvliegtuig. De voorkant van de romp is verlengd om ruimte te maken voor een tweede piloot. De piloten zitten achter elkaar onder een verlengde belvormige kap. Achter de kap is de romp ook vergroot met ruimte voor extra avionica of brandstof. Naast de inzet als trainingsvliegtuig kan de J-10S ook gebruikt worden om gronddoelen aan te vallen, waarbij de achterste piloot de wapensystemen bedient.
- J-10SH: Variant voor de marine
- J-10B: Een verbeterde variant van de J-10 die ook bekendstaat als de "Super-10". Het bestaan van de J-10B is niet door officiële Chinese bronnen bevestigd, maar talloze foto's van de nieuwe J-10-variant zijn opgedoken, die een verbeterd J-10-prototype tonen. Deze J-10B heeft een aangepaste supersonische inlaat, een infrarood search and track-sensor, aangepast verticaal staartvlak, buikvinnen, extra ruimtes onder de vleugels en een aangepaste neus. Het had zijn eerste vlucht in december 2008.
- J-10B TVC: Demonstratieversie met stuwstraalbesturing, die het cobramanoeuvre kan uitvoeren
- FC-20: Een exportvariant van de J-10B die ontworpen is voor de Pakistaanse luchtmacht. De eerste vlucht was in 2009.
- J-10C: Verbeterde versie van de J-10B met WS-10B turbofan, AESA radar en infraroodcamera, ook voor gebruik vanaf een vliegdekschip.
- J-10CE: Versie voor export.
- J-10CY: Versie voor kunstvliegen.

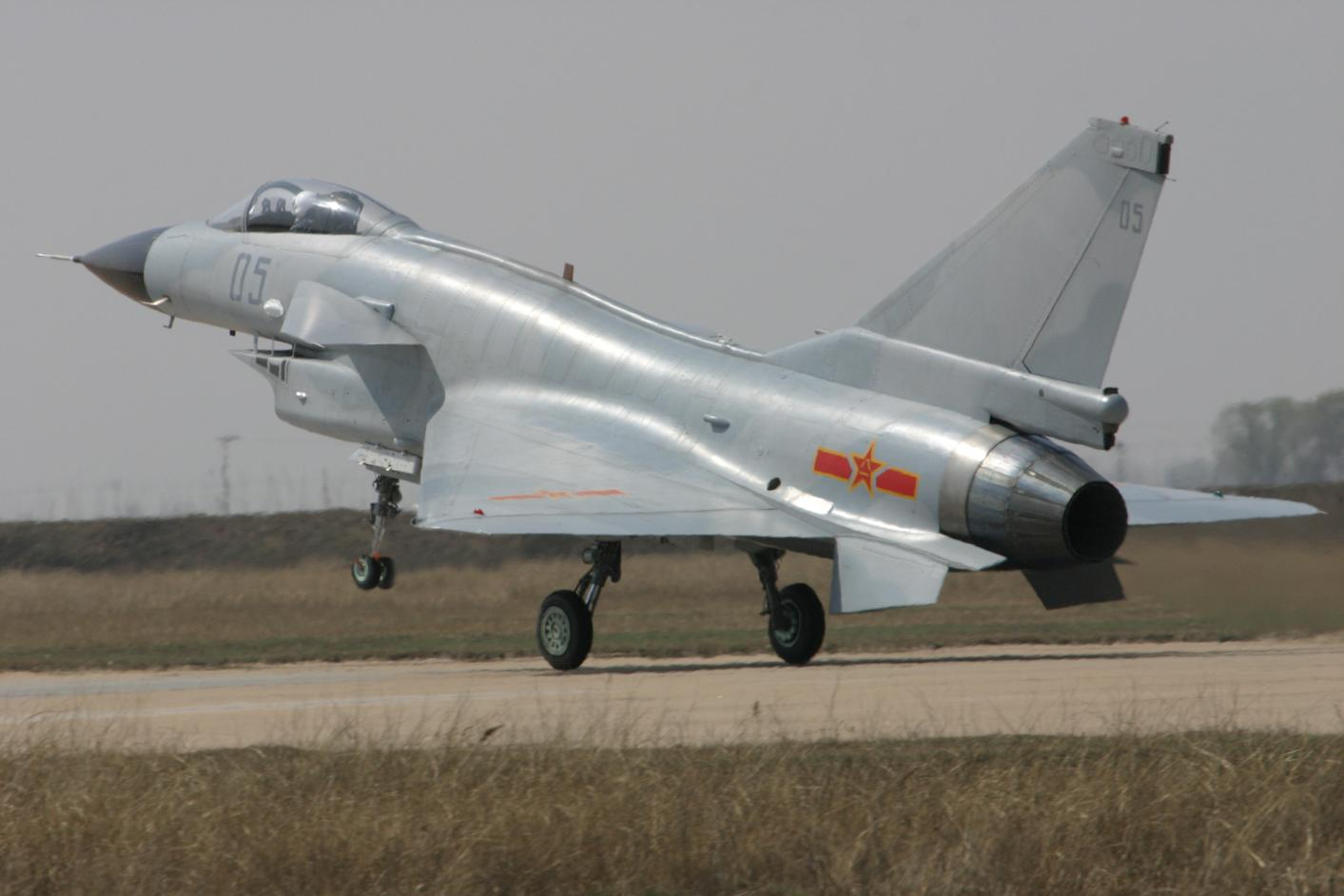
J-10
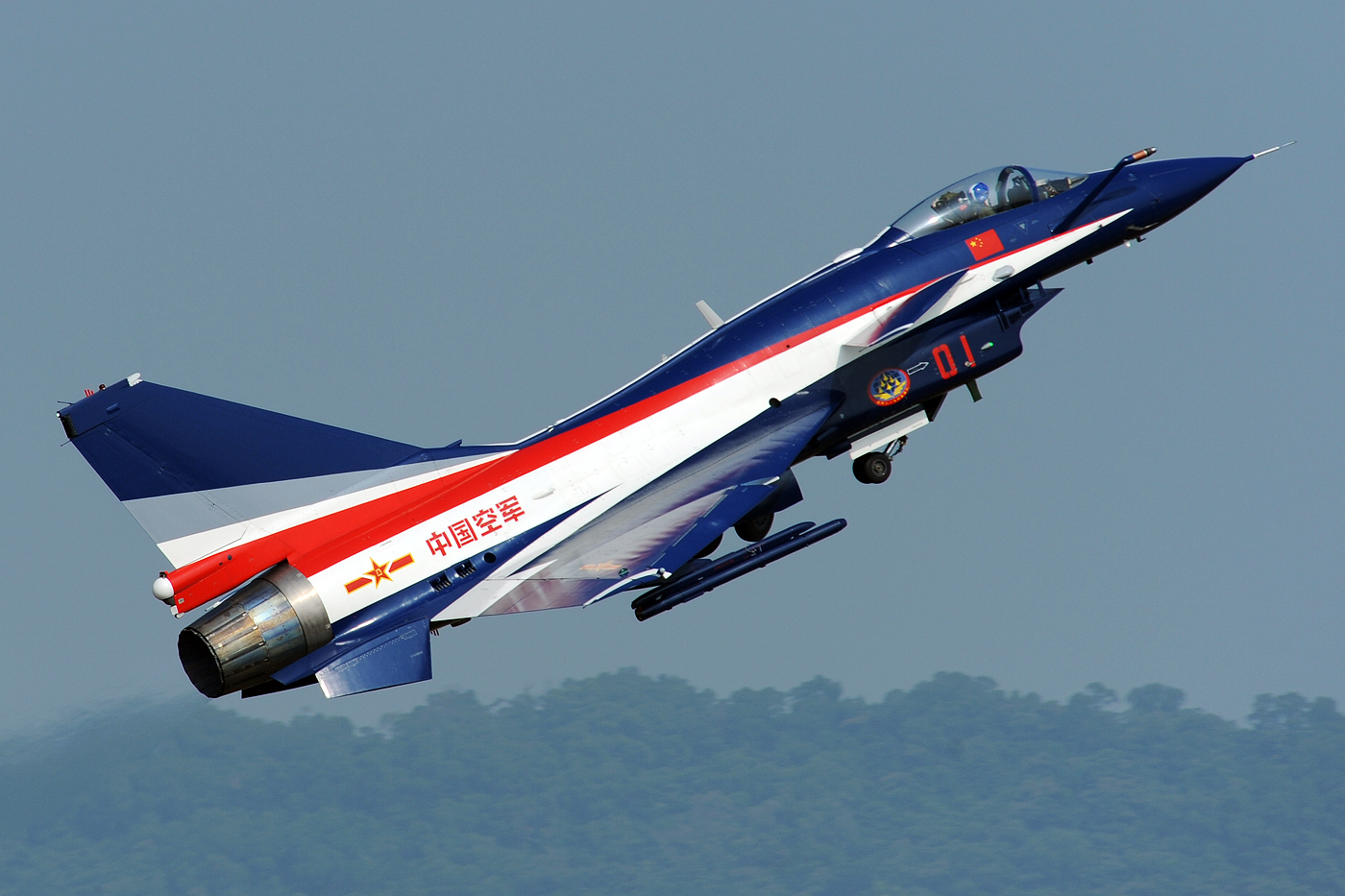
J-10
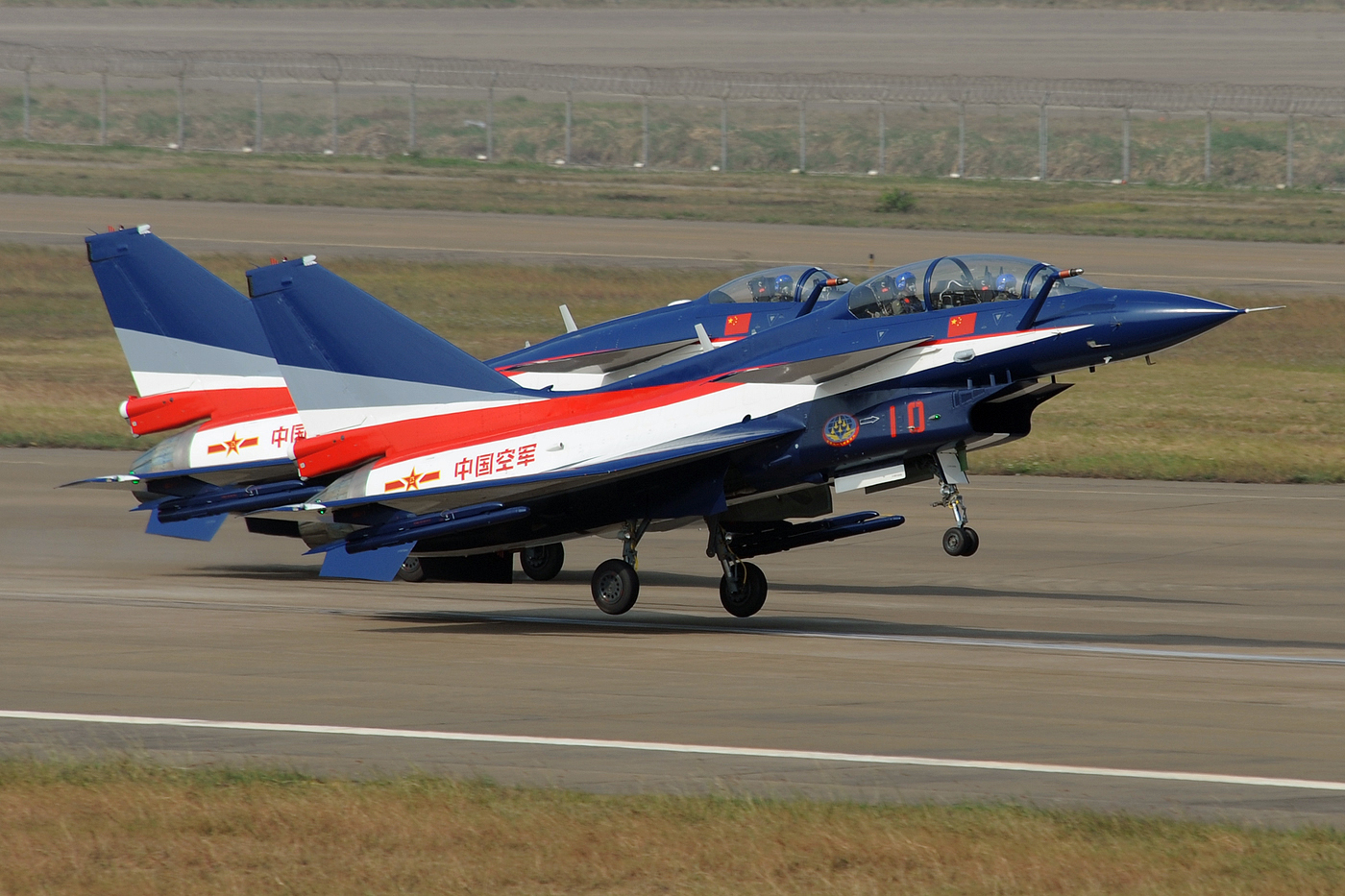
J-10S (voorgrond)

1. ↑  https://edition.cnn.com/world/live-news/india-pakistan-attack-kashmir-tourists-intl-hnk#cmadq2i4j00003b6tu7krhsys
2. ↑  https://www.reuters.com/world/pakistans-chinese-made-jet-brought-down-two-indian-fighter-aircraft-us-officials-2025-05-08/